# 翁磐
翁磐（1477年—1550年），字進吉，號白洞，四川瀘州人，明朝政治人物、舉人出身。

## 生平
弘治十一年（1498年），戊午科鄉試中舉。正德十二年（1517年）授吏部司務，嘉靖二年（1523年）擔任禮部祠祭司署員外郎，參與大禮議，五年（1526年）升禮部主客司郎中。嘉靖八年（1529年），擔任廣東右參議，分守惠潮。十年因母年八十，乞归养致仕，二十九年七月十六日卒，享年七十四歲。

## 家族
高祖翁時敬。曾祖翁齡，贈乌程县知县。齡生三子，长子翁經，登景泰甲戌進士，官曲靖知府，为翁磐祖父。父翁士章，贈礼部主客司郎中。母許氏，封太宜人。娶歐陽氏，封宜人，生一子全甫，早卒；继娶牛氏，生子翁辰孫，郡庠生。